# Gunnar Nilsson (fackföreningsman)
Gunnar Erling Nilsson, född 31 december 1922 i Mönsterås, död 13 maj 1997 i Oscars församling i Stockholm, var en svensk fackföreningsman och socialdemokratisk politiker. Han var LO:s ordförande 1973–1983.

## Biografi
Gunnar Nilsson var statarson, född i Emsfors och behöll livet igenom sin småländska dialekt. Hans yrke var glassliparens och han började arbeta direkt efter folkskolan som 14-åring.
Den fackliga karriären inledde han 1958 på heltid som ombudsman i Träindustriarbetareförbundet i Mjölby efter att ha studerat vid Brunnsviks folkhögskola. Ett år senare blev han förhandlingsombudsman vid förbundskontoret i Stockholm.
Åren 1966 till 1971 var Gunnar Nilsson Träindustriarbetareförbundets andre ordförande. 1971 valdes han till LO:s andre ordförande och när Arne Geijer 1973 pensionerades som LO:s ordförande, efterträdde Nilsson honom. Denna post upprätthöll han i tio år till sin pensionering 1983, då han efterträddes av Stig Malm.
Gunnar Nilsson valdes också till riksdagsledamot 1976 och drev som en hjärtefråga den facklig-politiska samverkan. Han hade inga svårigheter med att samordna LO-ordförandeskapet och riksdagsuppdraget.
Gunnar Nilsson kom att verka i en period då svensk fackföreningsrörelse rönte stora framgångar. 1970-talet var den tid då de stora arbetsrättsreformerna tillkom; bland dem den första lagen om anställningsskydd, medbestämmandelagen, rätten till studieledighet och möjligheten till fackligt arbete på betald arbetstid (förtroendemannalagen).
Detta var också den tid när de stora samordnade avtalen slöts mellan Svenska arbetsgivareföreningen och LO och senare med Privattjänstemannakartellen. Gunnar Nilsson brukade påpeka att det värdefulla på svensk arbetsmarknad var att LO och SAF stod som garanter för arbetsfred när en uppgörelse väl var träffad.